# Allan Thorén

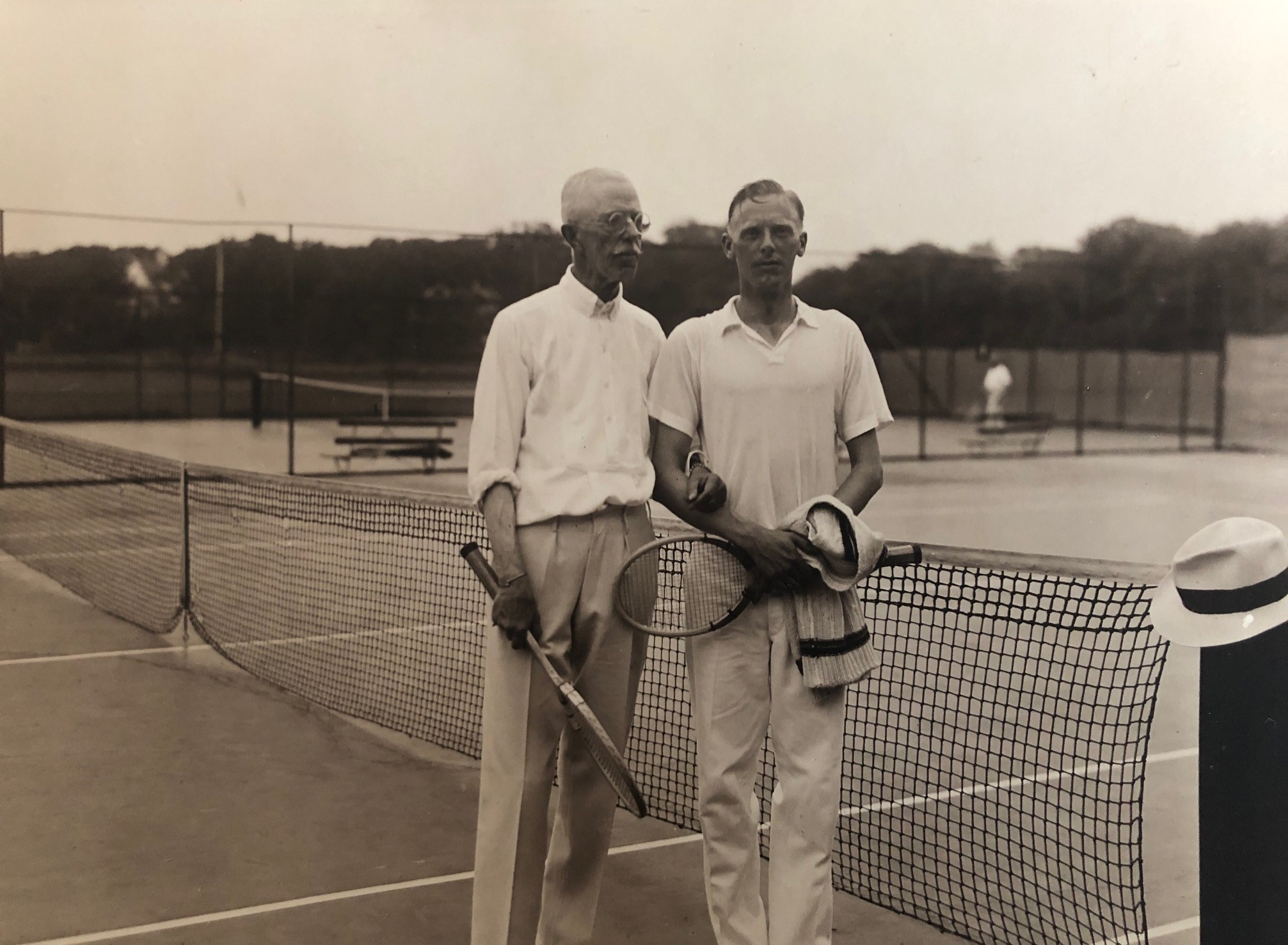
H.M. Konungen Gustav V och Allan Thorén spelade ibland tennis tillsammans.

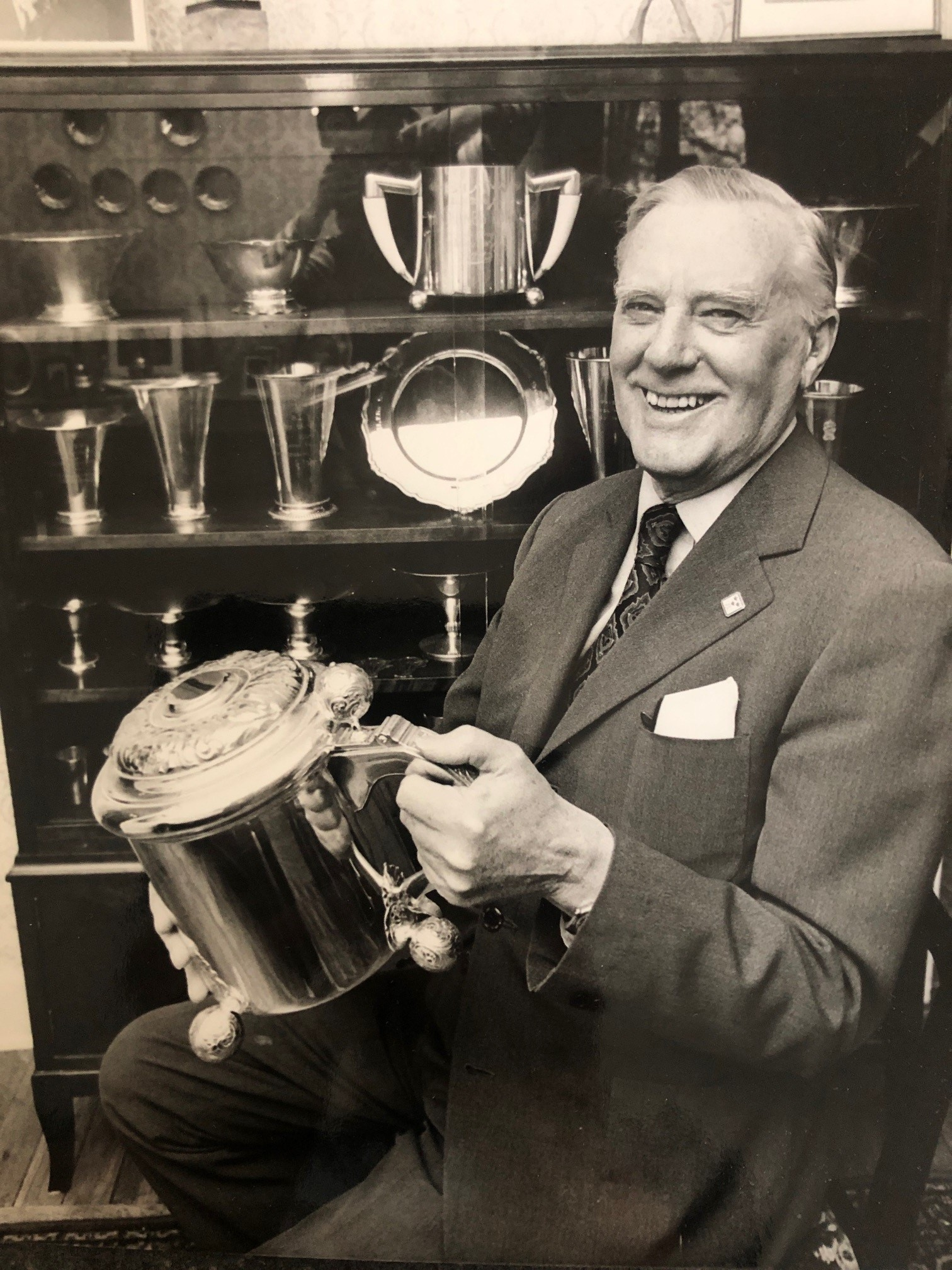
Allan Thorén tillsammans med några av sina tennispokaler.

Allan Thorén, född 1901 död 1996, var en svensk tennisspelare aktiv på elitnivå under 1920-talet och 1930-talets första år.
Thorén vann två singeltitlar i svenska mästerskapen (1922 och 1923) och en dubbeltitel (1923). Tillsammans med Elsa Magnusson vann han 1923 också svenskt mästerskap i mixed dubbel. Han rankades sju gånger som Sverige-etta och tvåa nio gånger  .
Thorén var en god tennisspelare på det nationella planet på samma nivå eller strax under den som hölls av hans samtida konkurrenter Sune Malmström och Marcus Wallenberg (1899-1982). Hans fysik och kondition räckte dock inte till mot internationella elitspelare, även om han gjorde hedrande insatser mot storspelare som William Tilden och Fred Perry. Hans spelstil har karakteriserats som mycket vacker med stilrena slag. 
Bland hans främsta meriter märks seger över fransmannen Henri Cochet i en match spelad på Särö 